# Zielony Dwór (Gościcino)
Zielony Dwór (kaszb. Zélonë Dwòr) – część wsi Gościcino w Polsce, położona w województwie pomorskim, w powiecie wejherowskim, w gminie Wejherowo, nad Bolszewką, w pobliżu linii kolejowej Gdynia-Słupsk-Szczecin.
W latach 1975–1998 Zielony Dwór administracyjnie należał do województwa gdańskiego.